# La Cabral
La Cabral é uma comuna da província de Santa Fé, na Argentina.